# Jean-Michel Di Falco
Jean-Michel di Falco Leandri (Marselha, 25 de novembro de 1941) é um clérigo francês e bispo católico romano emérito de Gap.
Jean-Michel di Falco Leandri foi ordenado sacerdote em 15 de agosto de 1984.
Em 4 de julho de 1997, o Papa João Paulo II o nomeou Bispo Titular de Vallis e Bispo Auxiliar em Paris. O arcebispo de Paris, cardeal Jean-Marie Freuder, consagrou-o bispo em 10 de outubro do mesmo ano; Co-consagradores foram Claude Frikart CIM, Bispo Auxiliar em Paris, e Raymond Bouchex, Arcebispo de Avignon. Seu lema é C'est quand je suis faible que je suis fort.
O Papa o nomeou Bispo Auxiliar de Gap em 2 de setembro de 2003. Em 18 de novembro de 2003 foi nomeado Bispo de Gap.
O Papa Francisco aceitou sua aposentadoria em 8 de abril de 2017.